# Такахаґі Йоко
Такахаґі Йоко (яп. 高萩 陽子; нар. 17 квітня 1969) — японська футболістка. Вона грала за збірну Японії.

## Клубна кар'єра
Виступала в «Shinko Seiko FC Clair».

## Виступи за збірну
Дебютувала у збірній Японії 21 січня 1986 року в поєдинку проти Індії. У складі японської збірної учасниця жіночого чемпіонату світу 1991 року. З 1986 по 1991 рік зіграла 31 матч в національній збірній.

## Статистика виступів
| Збірна Японії | Збірна Японії | Збірна Японії |
| Рік           | Матчі         | Голи          |
| ------------- | ------------- | ------------- |
| 1986          | 13            | 0             |
| 1987          | 2             | 0             |
| 1988          | 0             | 0             |
| 1989          | 6             | 0             |
| 1990          | 6             | 0             |
| 1991          | 4             | 0             |
| Загалом       | 31            | 0             |